# جيمس تشارلز ويلسون
جيمس تشارلز ويلسون (بالإنجليزية: James Charles Wilson)‏ هو سياسي أمريكي، ولد في 24 أغسطس 1816، وتوفي في 7 فبراير 1861. انتخب عضو مجلس ولاية تكساس.